# Tore Asplund

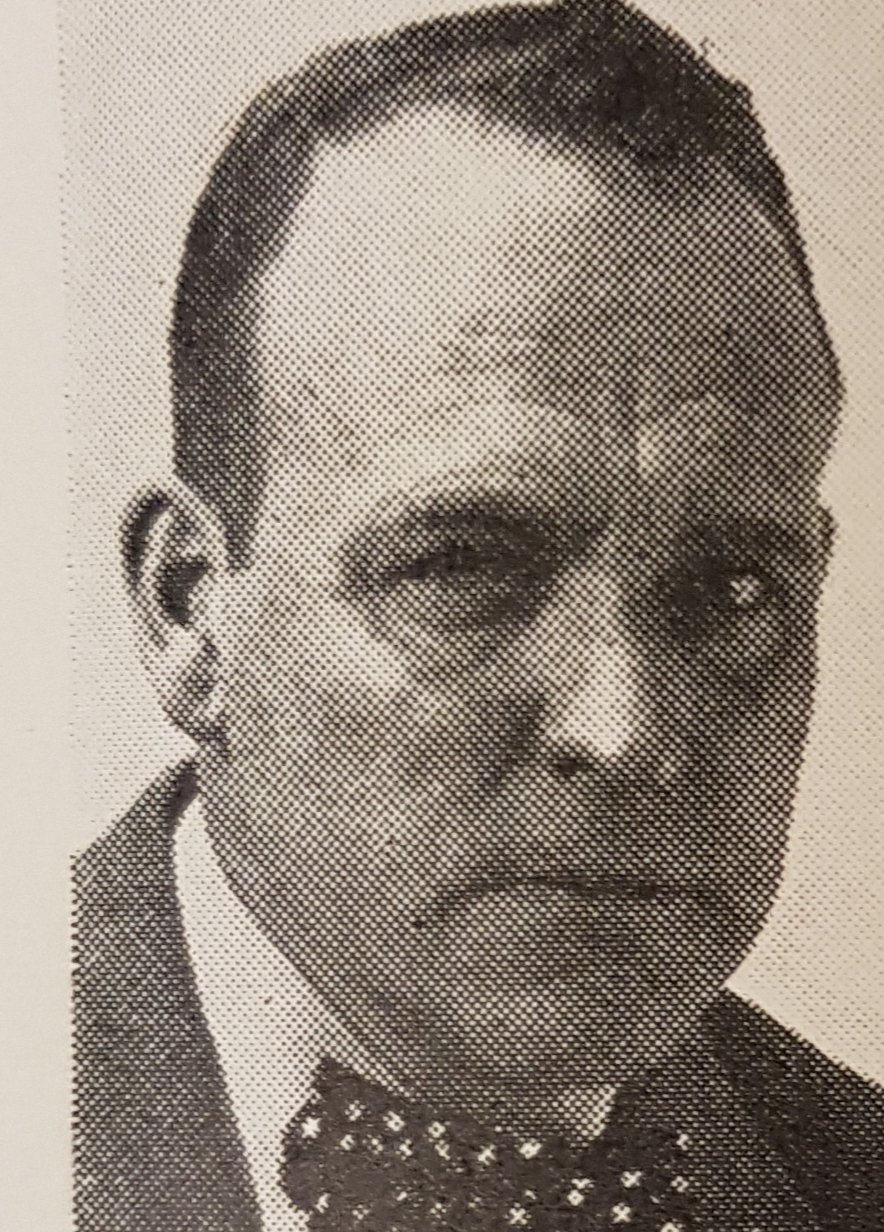

Tore Arvid Asplund, född 16 juli 1903 i Stockholm, död 1978, var en svensk-amerikansk målare.
Han var son till konsertsångaren Arvid Asplund och Dagmar Moltrecht. Asplund kom i ettårsåldern till Amerika där han växte upp och studerade till realskolekompetens i New York. Han studerade senare konst vid Art Students League och Grand Central Art School i New York. Under andra världskriget tjänstgjorde han både som soldat och frontkonstnär där han målade tavlor medan landstigningen pågick vid Omaha Beach under eldgivningen.Han ställde bland annat ut med American Watercolor Society 1938–1939 och Pennsylvania Academy of the Fine Arts 1938. Hans konst består huvudsakligen av landskapsskildringar och porträtt utförda i olja eller akvarell. Asplund är representerad vid bland annat Asheville Art Museum.